# Jaime de Conchillos

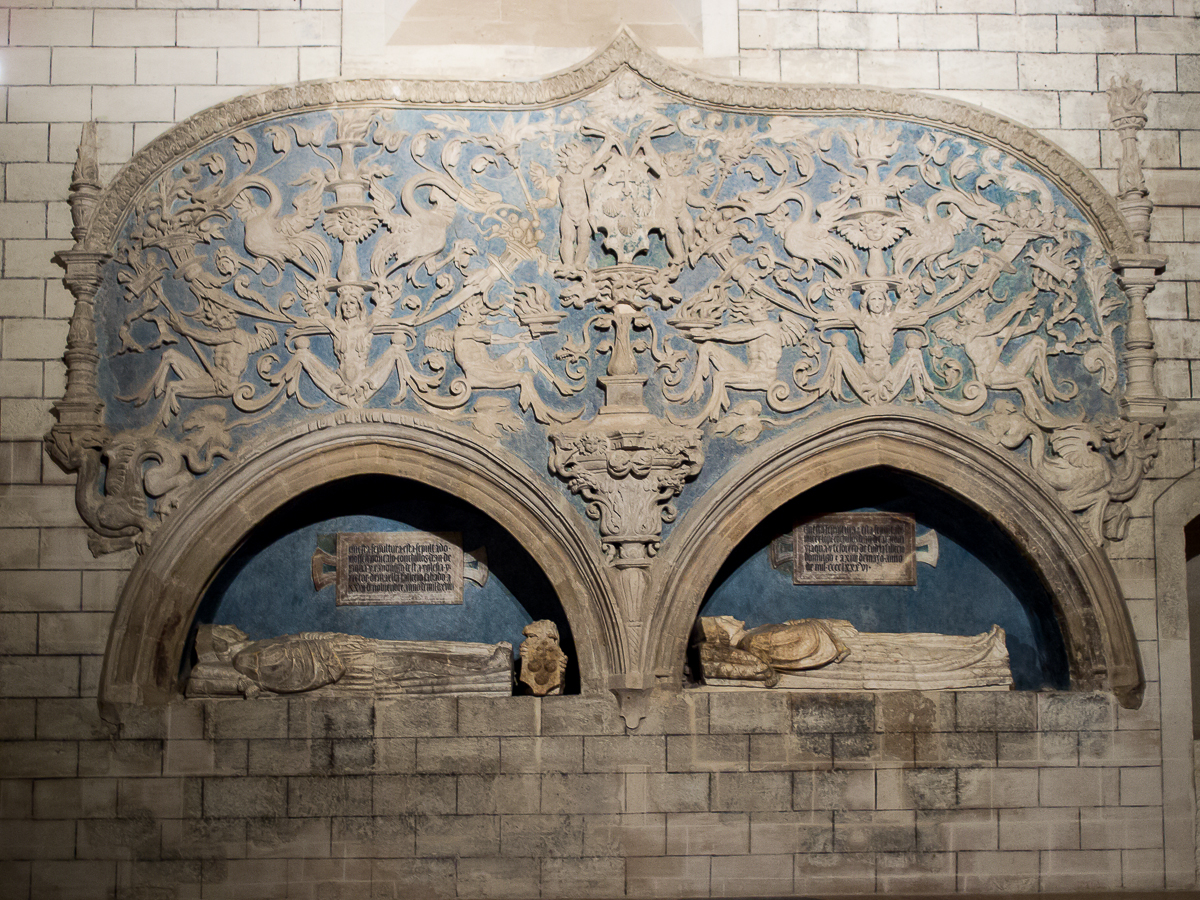
Sepulcros de Jaime y Gonzalo Conchillos en la Catedral de Tarazona.

Jaime Conchillos (Tarazona, Zaragoza, ? – Tarazona, 3 de abril de 1542) fue un religioso español, obispo de Gerace en 1505, de Catania en 1509 y de Lérida desde 1512.
Su padre Pedro Conchillos pertenecía a una familia de las más poderosas de la ciudad turiasoniense (Tarazona); su tío Lope Conchillos y Quintana, llegó a ser primer secretario de Fernando el Católico.

## Mecenazgo

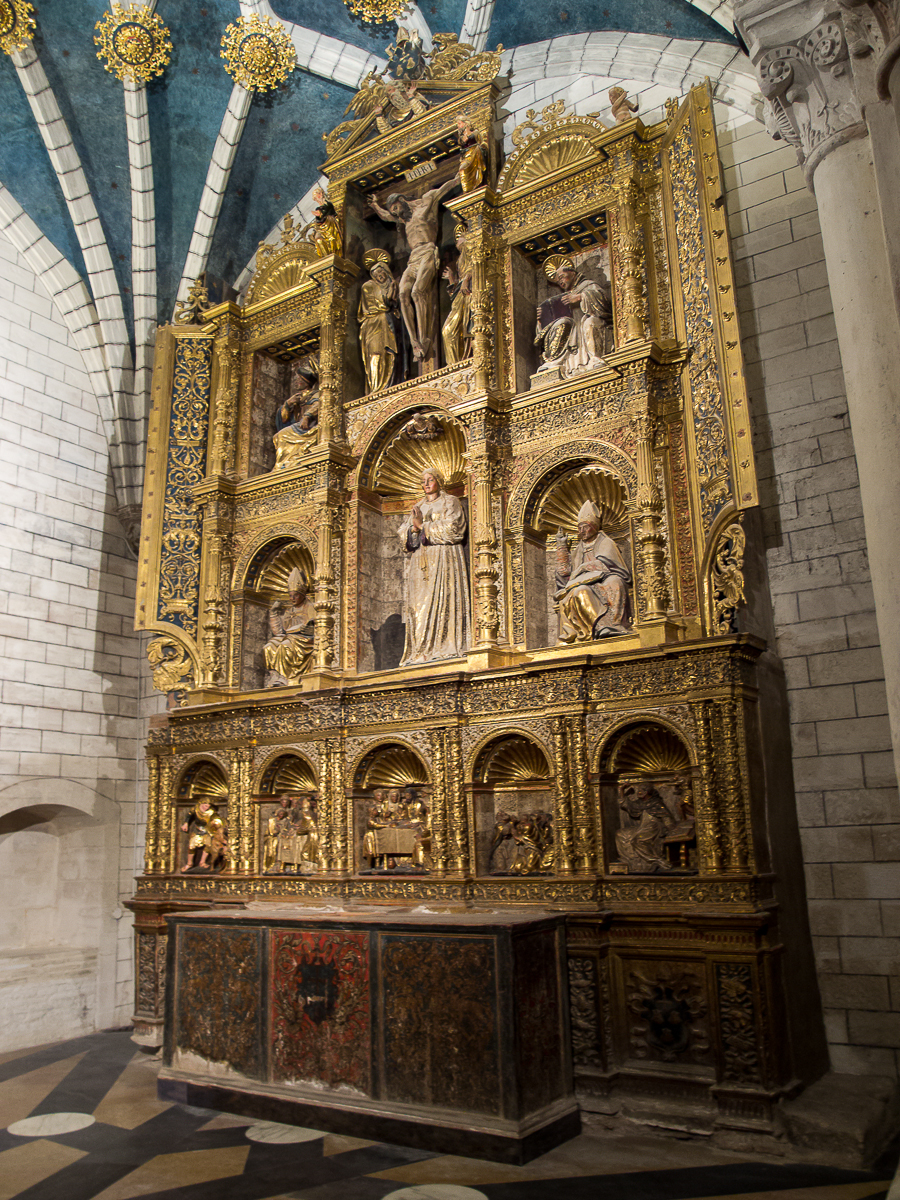
Retablo de la capilla funeraria de los Conchillos en la Catedral de Tarazona.

Jaime Conchillos fue uno de los mecenas aragoneses más importantes y que impulsó la introducción del renacimiento durante la segunda mitad del siglo XVI. Personaje amante de las artes, fue promotor de importantes remodelaciones y encargos. Durante su obispado de Lérida mandó terminar las obras del Hospital de Santa María, «donde se propuso reunir los diversos hospitales que había en la ciudad». Su construcción se había empezado en 1454 y se acabó en 1520 bajo el mandado de su gran benefactor.
La capilla funeraria de la Purísima y el Crucifijo de la catedral de Nuestra Señora de la Huerta de Tarazona, perteneciente a su familia, fue fundada por su tío Lope Conchillos. Para esta capilla encargó la ejecución de un retablo en 1535 a Juan de Moreto. Se complementa con las esculturas funerarias en alabastro, de su tío y de su hermano el deán de Jaca, Gonzalo Conchillos, que aunque no se sabe con certeza, parecen también salidas de la mano de Moreto.
En Tarazona para la iglesia de La Magdalena se ocupó de la reconstrucción de la capilla de San Juan Evangelista, para entierro de sus padres, con la realización de una nueva bóveda, una portada de aljez en la que en el tímpano formado sobre dos arcadas se encuentra el escudo del obispo sostenido por dos leones y para su ornamento final, encargó un retablo al escultor Damián Forment en 1529.
Para otros encargos en Zaragoza, estuvo relacionado con Forment como el retablo mayor de la iglesia parroquial de La Magdalena entre los años 1519 y 1524. Para la Iglesia Nuestra Señora del Portillo, el obispo también le encomendó en 1529, la realización de un retablo.
En el claustro de la Santa Capilla de Nuestra Señora del Pilar, fundó el prelado en 1527, lo que tenía que ser su capilla funeraria, dedicada a la Resurrección, cuyo túmulo funerario encargó también a Damián Forment además del retablo, ejecutados ambos en alabastro. El obispo falleció en Tarazona, siendo trasladado para recibir sepultura en esta capilla de La Resurrección en Zaragoza, como había dispuesto en sus últimas voluntades. (Esta obra se encuentra desaparecida, conservándose de ella sólo datos documentales).